# Peter Wigge
Peter Wigge (* 24. Juni 1960 in Münster) ist ein deutscher Rechtsanwalt, Fachanwalt für Medizinrecht und Honorarprofessor an der Rechtswissenschaftlichen Fakultät der Universität Münster. Er ist Gründer einer national agierenden Kanzlei, Autor, insbesondere des Handbuches für Vertragsarztrecht, Mitherausgeber der Zeitschrift Arzneimittel & Recht sowie Beirat der Zeitschrift Medizinprodukterecht.

## Leben
Das Studium der Rechtswissenschaften in Freiburg i. Br. und Münster schloss Wigge 1987 mit dem Ersten Staatsexamen ab. Darauf folgte 1988 bis 1991 eine Beschäftigung als wissenschaftlicher Mitarbeiter bei Ingwer Ebsen am Institut für öffentliches Recht und Politik der Universität Münster, später als wissenschaftlicher Mitarbeiter bei Meinhard Heinze am Institut für Arbeits-, Sozial- und Wirtschaftsrecht der Universität Münster. Das Zweite juristische Staatsexamen legte er 1991 ab. Im Anschluss folgten Tätigkeiten als Fraktionsreferent für die FDP-Bundestagsfraktion für den Bereich Gesundheitspolitik in Bonn und als Referatsleiter für den Bereich juristische Grundsatzfragen im AOK-Bundesverband in Bonn. Im Rahmen dieser Tätigkeit erfolgte im Jahr 1992 die Abordnung in das Bundesministerium für Gesundheit in Bonn. Im selben Jahr schloss Wigge seine Promotion zum Dr. jur. zu einem krankenversicherungsrechtlich geprägten Thema an der Universität Münster ab. 
Seiner Tätigkeit als Rechtsanwalt geht Wigge seit 1993 nach. Im Jahre 2001 erfolgte die Gründung der auf das Medizinrecht spezialisierte Rechtsanwaltskanzlei Rechtsanwälte Wigge, die als eine der führenden deutschen Kanzleien im Medizinrecht gilt. Im Vordergrund stehen Fragen des Vertragsarztrechts, des ärztlichen Gesellschaftsrechts sowie des Krankenhausrechts. Ein weiterer Schwerpunkt liegt im Arzneimittelrecht, in dem die Kanzlei insbesondere Fragestellungen der Erstattungsfähigkeit von Medikamenten und Medizinprodukten im Rahmen der Gesetzlichen Krankenversicherung bearbeitet. 2005 wurde Wigge von der Rechtsanwaltskammer Hamm der Titel „Fachanwalt für Medizinrecht“ verliehen. Nebenher ist er als Mitherausgeber der Zeitschriften „Arzneimittel & Recht“ und „Neue Zeitschrift für Sozialrecht“, im Herausgeberbeirat der Zeitschrift „Gesundheitsökonomie und Qualitätsmanagement“ sowie als ständiger Autor diverser Publikationen tätig.

## Mitgliedschaften und Funktionen
Wigge ist seit 1997 Justiziar der Deutschen Röntgengesellschaft (DRG). Weiterhin ist er seit 2001 Lehrbeauftragter und seit 2014 Honorarprofessor an der Universität Münster im Bereich des Arzt- und Gesundheitsrechts. Von 2006 bis 2022 war er Vorstandsmitglied im Bundesverband Managed Care e.V. (BMC). 2009 wurde er außerdem zum Vorstandsvorsitzenden des BMC-Regional NRW gewählt. Nicht zuletzt ist Wigge Begründer der alljährlichen „Berliner Gespräche zum Gesundheitswesen“ sowie der Veranstaltung „Gesundheitswirtschaft managen“ für Krankenhäuser. Wigge ist zudem Boardmitglied des LL.M.-Studienganges Medizinrecht der JurGrad GmbH Münster.

## Auszeichnungen
Wigge persönlich und seine Rechtsanwaltssozietät wurden mit folgenden Auszeichnungen bedacht:
- Im Jahre 2001 wurde Wigge der „Arzt Recht Preis“ verliehen, der vom pmi Verlag und dem Nomos Verlag gestiftet wird.
- Seit 2011 wird die Kanzlei im Handbuch „Chambers Europe“ im Bereich „Healthcare Germany“ gelistet und Wigge als einer der führenden deutschen Anwälte im Gesundheitswesen bewertet.
- Zudem wird Kanzlei in den Kategorien „Krankenhaus- und Arztberatung“ sowie „Pharma- und Medizinprodukterecht“ im Juve-Handbuch geführt. Darin wurde Wigge als häufig empfohlener Anwalt ausgezeichnet und von Wettbewerbern „hervorragende Kenntnisse“ bescheinigt.
- Im Handbuch „The Legal 500“ aus dem Jahr 2014 ist die Kanzlei im Regulierungsrecht im Bereich Gesundheitssektor aufgenommen worden.
- In den Jahren 2013, 2014 und 2015 wurde die Kanzlei in der Rubrik „Gesundheit und Pharmazie“ in der Fokus Anwaltsliste geführt.
- In den Jahren 2020, 2021, 2022 und 2023 wurde Wigge vom Handelsblatt Ranking „Deutschlands Beste Anwälte“ die Auszeichnung für den Bereich Medizinrecht Konfliktlösung verliehen.[3]
- Im Jahr 2023 erhielt er die Auszeichnung für den Bereich Healthcare von Business Today (Top 10 Influential Healthcare Lawyers in Germany for 2023 Unveiled).[4]

## Publikationen und Herausgeberschaften (Auswahl)
- Die Stellung der Ersatzkassen im gegliederten System der gesetzlichen Krankenversicherung nach dem GRG vom 20.12.1988 (zugl. Diss. jur.), Erich-Schmidt Verlag, Berlin 1992, ISBN 3-503-03312-2.
- Praxishandbuch Krankenhausrecht (Hrsg. Huster/Kaltenborn), C.H. Beck-Verlag, 2. Auflage 2017, ISBN 978-3-406-69645-9.
- Handbuch des Medizinprodukterechts (Hrsg. Dieners/Anhalt), C.H. Beck-Verlag München, 2. Auflage, 2017, ISBN 978-3-406-65691-0.
- Handbuch des Vertragsarztrechts (Hrsg. Schnapp/Wigge), C.H. Beck-Verlag München, 3. Aufl., 2017, ISBN 978-3-406-70942-5.
- Handbuch Medizinische Versorgungszentren (Hrsg. Wigge/von Leoprechting), Kohlhammer Verlag Stuttgart, 2011, ISBN 978-3-17-027235-4.
- Arzneimittel und Recht, Wissenschaftliche Verlagsgesellschaft mbH Stuttgart.